# Clitocybe odora
Clitocybe odora (Bull.) P. Kumm., Führer Pilzk.: 121 (1871).
La Clitocybe odora è un fungo appartenente alla famiglia delle Tricholomataceae, interessante per via dell'odore e del sapore intensi di Anice, anche se non da tutti apprezzato.

È consigliabile consumarlo frammisto ad altre specie fungine in quanto, a causa del sapore aniseo molto forte, potrebbe dare un certo fastidio; basti pensare che un singolo carpoforo può essere percepito chiaramente in un misto di funghi non esiguo.

## Descrizione della specie
Cappello
3-8 cm di diametro, convesso-campanulato con umbone centrale, poi appianato e irregolare; 
marginerevoluto, talvolta ondulato e fessurato;
cuticolaumida, glabra, di colore blu-verdastro, grigiastro e con riflessi verdognoli.
Lamelle
Non molto fitte, lunghe, un po' decorrenti, biancastre, con sfumature verdi o brunastro-gialle.
Gambo
Cilindrico, liscio, concolore al cappello, con al piede resti rizomorfi bianchi di micelio.
Carne
Bianca o verde pallida, immutabile.
- Odore: fortemente anisato.
- Sapore: analogo.

Spore
7-9 x 4-5 µm, ellittiche, lisce, ialine, bianche in massa.

## Habitat
Fungo saprofita, fruttifica sulle lettiere dei boschi di latifoglie, nei pascoli e nelle brughiere in estate-autunno.

## Commestibilità
Discreta, ma non gradito a tutti per il corposo sapore di anice; è consigliabile consumarlo frammisto con altri funghi in quanto conserva il forte odore anche dopo la cottura.

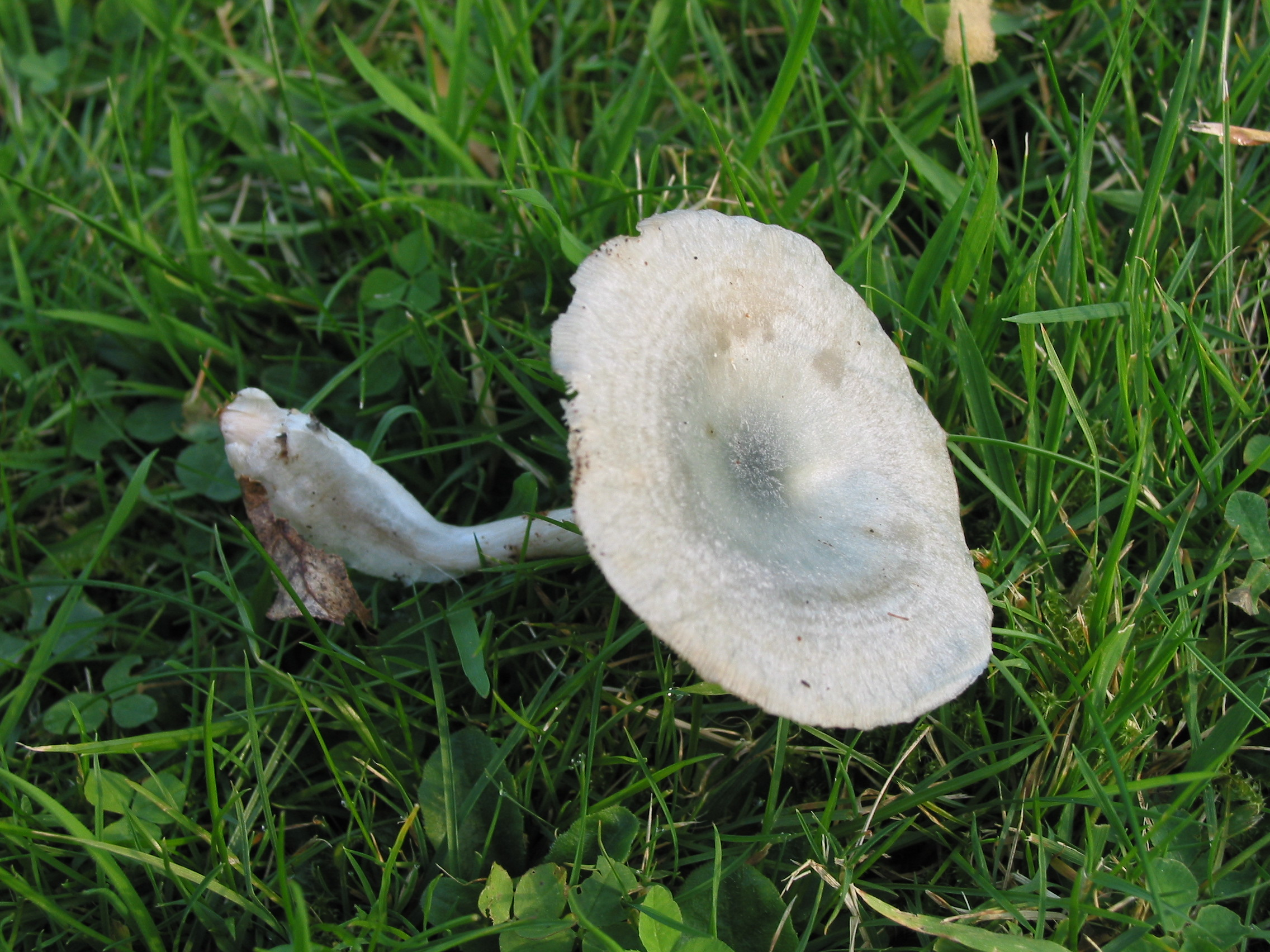
Esemplare di C. odora

## Etimologia
Dal latino odurus = profumato, per il suo forte odore di anice.

## Sinonimi e binomi obsoleti
- Agaricus odorus Bull., Herbier de la France 4: tab. 176 (1784) [1783-84]
- Agaricus suaveolens sensu Fries (1821); fide Checklist of Basidiomycota of Great Britain and Ireland (2005)
- Agaricus trogii Fr., Epicrisis systematis mycologici (Uppsala): 59 (1838)
- Agaricus virens Scop., Fl. carniol., Edn 2 (Vienna): 437 (1772)
- Agaricus viridis Huds., Flora angl.: 614 (1778)
- Clitocybe odora var. alba J.E. Lange, Dansk bot. Ark. 6(5): 45 (1930)
- Clitocybe trogii (Fr.) Sacc., Sylloge fungorum (Abellini) 5: 153 (1887)
- Clitocybe virens (Scop.) Sacc., Sylloge fungorum (Abellini) 5: 152 (1887)
- Clitocybe viridis (With.) Gillet, Hyménomycètes (Alençon): 158 (1874)
- Gymnopus odorus (Bull.) Gray, A Natural Arrangement of British Plants (London) 1: 606 (1821)
- Lepista odora (Bull.) Harmaja, Karstenia 15: 15 (1976)
- Rubeolarius odorus (Bull.) Raithelh., Die Gattung Clitocybe (Stuttgart) 1: 17 (1981)